# Montbazin

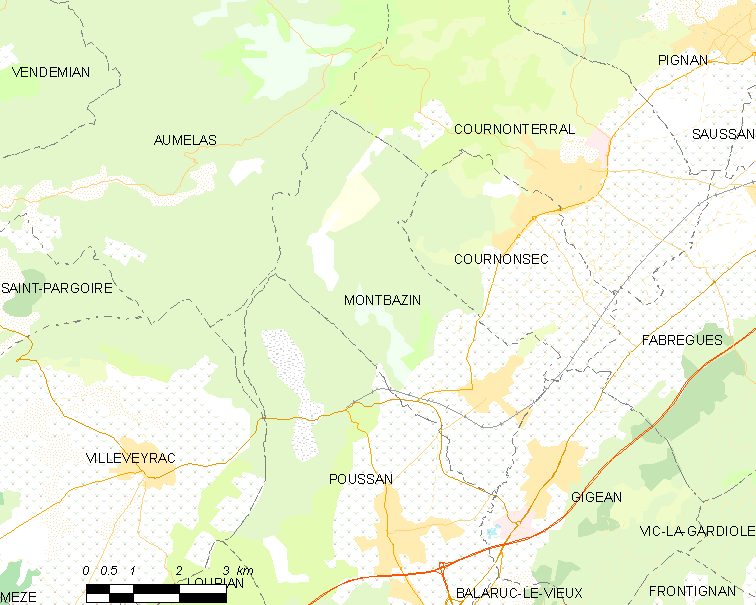
Mapa

 Montbazin  es una población y comuna francesa, situada en la región de Occitania, departamento de Hérault, en el distrito de Montpellier y cantón de Mèze.

## Demografía
| 1012 | 1041 | 1109 | 1377 | 2062 | 2214 | 2994 |
| Para los censos de 1962 a 1999 la población legal corresponde a la población sin duplicidades (Fuente: INSEE [Consultar]) |      |      |      |      |      |      |